# 列夫·奥博林

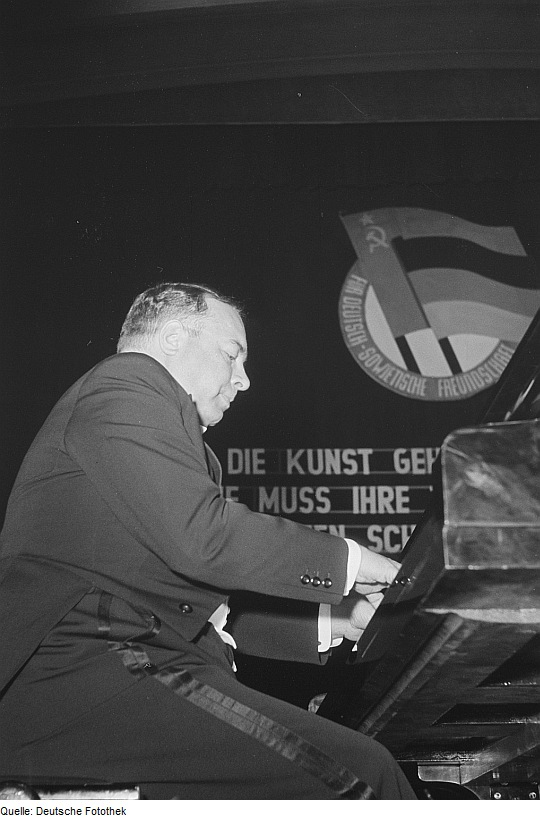
奥博林（1951年）

列夫·尼古拉耶维奇·奥博林（俄语：Лев Николаевич Оборин，羅馬化：Lev Nikolaevič Oborin，1907年9月11日—1974年1月5日），苏联钢琴家。
奥博林出生于莫斯科，曾随费卢西奥·布索尼的学生格涅西娜学琴，还在格列恰尼诺夫门下学过作曲，1921年至1926年间就读于莫斯科音乐学院，师从伊古姆诺夫。
1927年，奥博林获得第一届肖邦国际钢琴比赛第一名。在波兰、德国等地举办数场音乐会后，奥博林主要留在苏联活动，1928年起在莫斯科音乐学院任教，1948年被任命为教授。1935年起，他与小提琴家奥伊斯特拉赫开始了终生的艺术合作，曾组建三重奏乐团。
奥伯林弹奏了诸多20世纪作曲家的作品首演，例如哈恰图良（其钢琴协奏曲正是题献给奥伯林）、舍巴林、米亚斯科夫斯基、普罗科菲耶夫、肖斯塔科维奇等等，他的学生有钢琴家阿什肯纳齐、野島稔、鲍里斯·贝尔曼等人。
奥博林曾获斯大林奖（1943年）、苏联人民艺术家称号（1964年）、列宁勋章（1946、1966年）、劳动红旗勋章、荣誉勋章等荣誉，1974年去世后安葬在莫斯科新圣女公墓。

## 外部連結
- 列夫·奥博林的Discogs页面（英文）